# Émile-Louis Bogino
Pour les articles homonymes, voir Bogino.
Émile-Louis Démétrius Bogino, né à Paris le 18 novembre 1852 et mort à Paris 16e le 2 février 1915,, est un sculpteur français.

## Biographie

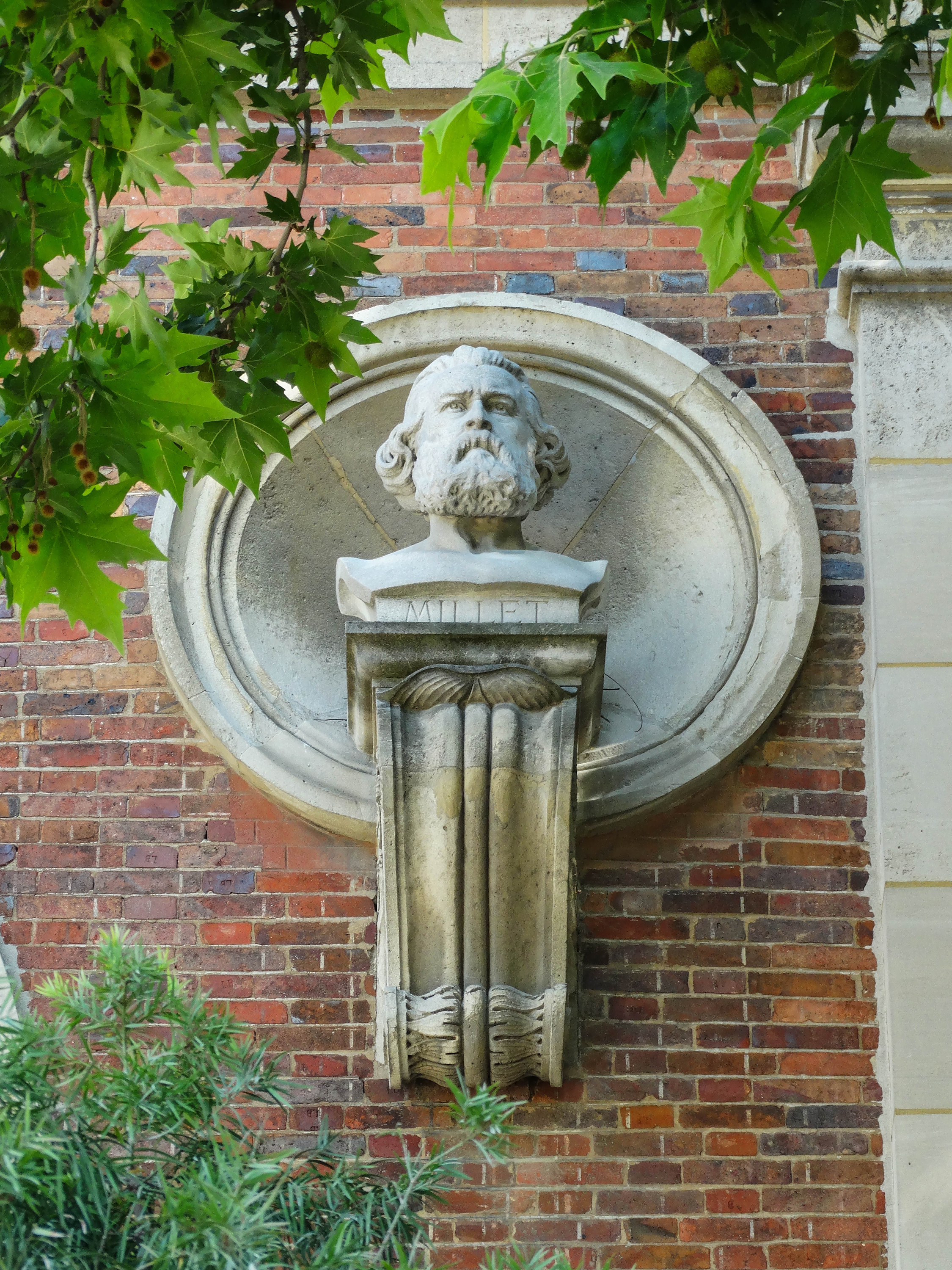
Aimé Millet (1888), Paris, orangerie du jardin du Luxembourg.

Émile-Louis Bogino est le fils du sculpteur Frédéric-Louis-Désiré Bogino (1831-1899). D'abord élève de son père, puis de François Jouffroy à l'École des beaux-arts de Paris, il est membre de la Société des artistes français.  
Il expose au Salon de 1876 à 1893. 
Bogino obtient une mention honorable au Salon des artistes français de 1883, 1885 et 1886. 
On lui doit le buste de Lamarck qui orne la Galerie d'anatomie comparée du Jardin des Plantes (1883), et le buste d'Aimé Millet (1888) sur la façade de l'orangerie du jardin du Luxembourg à Paris.